# Епархия Кальтаниссетты
Епархия Кальтаниссетты (лат. Dioecesis Calatanisiadensis, итал. Diocesi di Caltanissetta) епархия Римско-католической церкви, в составе митрополии Агридженто, входящей в церковную область Сицилии. В настоящее время епархией управляет епископ Марио Руссотто.
Клир епархии включает 124 священников (108 епархиальных и 16 монашествующих священников), 8 диаконов, 18 монахов, 166 монахинь.
Адрес епархии: Via Cairoli 8, 93100 Caltanissetta, Italia.

## Территория
В юрисдикцию епархии входят 56 приходов в коммунах Сицилии: все в провинции Кальтаниссетта.
Все приходы образуют 4 деканата: Кальтаниссетта, Сан-Катальдо, Муссомели и Калашибетта.
Кафедра епископа находится в городе Кальтаниссетта в церкви Санта Мария ла Нова.

## История
Кафедра Кальтаниссетта была основана 25 мая 1844 года во время реорганизации епархий на Сицилии, согласно конкордату 1818 года между Святым Престолом и Королевством Обеих Сицилий. Епархия была основана на части территорий епархии Агридженто, епархии Чефалу и епархии Никозии.
При епископе Джованни Гуттадауро (1858 — 1896) была открыта епархиальная семинария — Академия Святого Фомы Аквинского для обучения будущих священников, уделялось большое внимание укреплению благочестия среди паствы и велась социальная работа, согласно с учением Папы Льва XIII.
При епископе Альфредо Мария Гарсии, посвятившему много времени защите христианских ценностей, была основана богословская школа имени Монсеньора Гуттадауро для воспитания и образования будущих священников и Институт религиоведения Святого Августина для образования мирян. В 1989 году было созвано первое епархиальное собрание.
Государственное признание епархии пришло с постановлением Министерства внутренних дел от 24 февраля 1987 года, опубликованным в Официальном журнале 18 марта 1987 года.

## Ординарии епархии
- Антонио Мария Стромилло (20.1.1845 — 7.1.1858) — театинец;
- Джованни Гуттадауро ди Ребурдоне (23.12.1858 — 26.4.1896);
- Игнацио Цуккаро (22.6.1896 — 30.4.1906);
- Антонио Аугусто Интреччалальи, (O.C.D.) (22.5.1907 — 16.3.1914) — назначен архиепископом Монреале;
  - Sede vacante (1914 — 1921);
- Джованни Яконо (18.3.1921 — 2.10.1956);
- Франческо .Монако (2.10.1956 — 21.12.1973);
- Альфредо Мария Гарсия (21.12.1973 — 2.8.2003);
- Марио Руссотто (с 2.8.2003 — по настоящее время).

## Статистика
На конец 2010 года из 280 060 человек, проживающих на территории епархии, католиками являлись 273 490 человек, что соответствует 97,7% от общего числа населения епархии.
| год  | население | население | население | священники | священники        | священники         | священники                           | постоянные диаконы | монахи  | монахи  | приходы |
| год  | католики  | всего     | %         | всего      | белое духовенство | черное духовенство | число католиков на одного священника | постоянные диаконы | мужчины | женщины | приходы |
| ---- | --------- | --------- | --------- | ---------- | ----------------- | ------------------ | ------------------------------------ | ------------------ | ------- | ------- | ------- |
| 1950 | 299.000   | 300.000   | 99,7      | 630        | 500               | 130                | 474                                  |                    | 200     | 500     | 316     |
| 1969 | 303.800   | 306.936   | 99,0      | 456        | 370               | 86                 | 666                                  |                    | 177     | 704     | 265     |
| 1980 | 295.000   | 297.000   | 99,3      | 375        | 313               | 62                 | 786                                  |                    | 94      | 720     | 317     |
| 1990 | 272.500   | 275.000   | 99,1      | 324        | 254               | 70                 | 841                                  | 12                 | 104     | 715     | 315     |
| 1999 | 276.000   | 280.000   | 98,6      | 268        | 203               | 65                 | 1.029                                | 13                 | 68      | 442     | 314     |
| 2000 | 276.000   | 280.000   | 98,6      | 261        | 198               | 63                 | 1.057                                | 12                 | 66      | 435     | 314     |
| 2001 | 276.000   | 280.000   | 98,6      | 256        | 196               | 60                 | 1.078                                | 12                 | 63      | 426     | 314     |
| 2002 | 276.000   | 280.000   | 98,6      | 247        | 188               | 59                 | 1.117                                | 12                 | 62      | 417     | 314     |
| 2003 | 270.980   | 278.500   | 97,3      | 241        | 182               | 59                 | 1.124                                | 12                 | 62      | 412     | 314     |
| 2004 | 272.960   | 279.070   | 97,8      | 232        | 173               | 59                 | 1.176                                | 15                 | 63      | 365     | 314     |
| 2010 | 273.490   | 280.060   | 97,7      | 202        | 146               | 56                 | 1.353                                | 20                 | 60      | 345     | 314     |